# مارك كوبر (كاتب)
مارك كوبر (بالإنجليزية: Marc Cooper)‏ هو صحفي وكاتب أمريكي، ولد في القرن العشرين في لوس أنجلوس في الولايات المتحدة.